# Viktor Rašović
Viktor Rašović (szerb cirill átírással: Виктор Рашовић) (Belgrád, 1993. augusztus 13. –) LEN-bajnokok ligája, valamint LEN-szuperkupa győztes szerb válogatott vízilabdázó. Bátyja, Strahinja, szintén sikeres vízilabdázó.

## Eredmények

### Klubbal

#### Crvena zvezda
- Szerb bajnokság: Aranyérmes: 2012-13, 2013-14
- Szerb kupa: Aranyérmes: 2012-13, 2013-14
- LEN-bajnokok ligája: Aranyérmes: 2012-13
- LEN-szuperkupa: Aranyérmes: 2013

#### CNA Barceloneta
- Spanyol bajnokság: Aranyérmes: 2015-16, 2016-17
- Spanyol kupa: Aranyérmes: 2015, 2016